# میلتشیتسه
میلتشیتسه (به چکی: Milčice) یک منطقهٔ مسکونی در جمهوری چک است که در ناحیه نیمبورک واقع شده‌است. میلتشیتسه ۶٫۵۱ کیلومتر مربع مساحت و ۲۷۹ نفر جمعیت دارد و ۱۹۰ متر بالاتر از سطح دریا واقع شده‌است.